# 튤립 모양
《튤립 모양》은 2023년에 개봉한 대한민국의 영화이다.

## 캐스팅
- 유다인 : 아리타 유키코 / 가와키타 유코 역
- 김다현 : 백석영 역
- 문희경 : 한미자 역
- 김정균 : 안승욱 역
- 민하람 : 신유리 역
- 이지용 : 윤영석 역
- 최진유 : 소녀 역
- 정순자 : 할머니 역
- 기은유 : 비눗방울 아이 역
- 이예지 : 쌍둥이 아이 1 역
- 이예슬 : 쌍둥이 아이 2 역
- 김진숙 : 쌍둥이 엄마 역
- 문진수 : 쌍둥이 아빠 역
- 홍진욱 : 따라온 남자 역
- 박소라 : 카페 종업원 역
- 엄용훈 : 초밥 요리사 역
- 나현준 : 자전거 도둑 역
- 김태준 : 놀이터 아이 1 역
- 이서준 : 놀이터 아이 2 역
- 이수인 : 놀이터 아이 3 역
- 정지유 : 놀이터 아이 4 역
- 류하진 : 골목길 아이 1 역
- 양하율 : 골목길 아이 2 역
- 최서우 : 골목길 아이 3 역
- 이옥순 : 골목길 노인 역
- 구한비 : 연인 여 역
- 안기홍 : 연인 남 역
- 구미진 : 극장 안 관객 1 역
- 권재륜 : 극장 안 관객 2 역
- 명승권 : 극장 안 관객 3 역
- 김하빈 : 극장 안 관객 4 역
- 김은지 : 회전초밥 손님 1 역
- 엄소희 : 회전초밥 손님 2 역
- 한호정 : 회전초밥 손님 3 역
- 김용준 : 공산성 수문장 교대식 역
- 위환 : 공산성 수문장 교대식 역
- 장현호 : 공산성 수문장 교대식 역
- 최인수 : 공산성 수문장 교대식 역
- 한나라 : 공산성 수문장 교대식 역
- 김승준 : 공산성 수문장 교대식 역
- 이민석 : 공산성 수문장 교대식 역
- 김나연 : 공산성 수문장 교대식 역
- 최인수 : 공산성 수문장 교대식 역
- 임동건 : 공산성 수문장 교대식 역
- 최환희 : 공산성 수문장 교대식 역
- 방현성 : 공산성 수문장 교대식 역
- 전준형 : 공산성 수문장 교대식 역
- 허민석 : 공산성 수문장 교대식 역
- 손현민 : 공산성 수문장 교대식 역
- 송치선 : 공산성 수문장 교대식 역
- 박진혁 : 공산성 수문장 교대식 역
- 이재웅 : 공산성 수문장 교대식 역
- 정택수 : 공산성 수문장 교대식 역
- 윤희광 : 공산성 수문장 교대식 역
- 이동현 : 공산성 수문장 교대식 역
- 강승연 : 공산성 수문장 교대식 역
- 조수희 : 공산성 수문장 교대식 역
- 김덕환 : 공산성 수문장 교대식 역
- 김동훈 : 공산성 수문장 교대식 역
- 민소현 : 공산성 수문장 교대식 역
- 백성애 : 공산성 수문장 교대식 역
- 신주경 : 공산성 수문장 교대식 역
- 박신혜 : 공산성 수문장 교대식 역
- 유준 : 공산성 수문장 교대식 역
- 김남희 : 공산성 수문장 교대식 역
- 이여리 : 공산성 수문장 교대식 역
- 황요셉 : 공산성 수문장 교대식 역
- 전지윤 : 공산성 수문장 교대식 역
- 정상욱 : 공산성 수문장 교대식 역